# Gillieson
Gillieson är en sjö i Antarktis. Den ligger i Östantarktis. Australien gör anspråk på området. Gillieson ligger 57 meter över havet. Den ligger vid sjöarna  Xiangmi Hu och Burgess.
I övrigt finns följande vid Gillieson:
- Burgess (en sjö)